# Afrohelotina congoana
Afrohelotina congoana is een keversoort uit de familie Helotidae. De wetenschappelijke naam van de soort is voor het eerst geldig gepubliceerd in 1920 door Achard.